# Keffiyeh
En keffiyeh er det traditionelle hals- og hovedtørklæde, som er blevet anvendt i det meste af Mellemøsten og dele af Tyrkiet gennem århundreder. Tørklædet har mange navne - stavemåden og translitterationen til europæiske sprog varierer en del, og tørklædet kaldes i arabiske lande undertiden også shemagh eller hattah. I Danmark og andre vestlige lande kaldes en keffiyeh ofte et palæstinensertørklæde eller partisantørklæde, fordi det ofte forbindes med palæstinensernes kamp for et frit Palæstina.

## Etymologi
Ordet keffiyeh er afledt af den gamle by Kufa i det nuværende Irak, som tørklædet ifølge nogle forlydender stammer fra.

## Palæstinensisk symbol
Tørklædet har kulturel betydning for særligt palæstinensere. Brugen af det palæstinensiske flag som nationalt symbol har været forbudt af Israel på Vestbredden. Som et modsvar på den israelske besættelsesmagts forbud mod nationale symboler er keffiyehen (tørklædet) blevet en erstatning og symbol på palæstinensisk kulturidentitet. Tørklædet benyttes stadig som kulturel samling og er en del af den nationale identitet i det besatte Palæstina.
Oprindelig var keffiyehen i Palæstina et rent hvidt tørklæde, som var blevet brugt i århundreder af mandlige bønder og beduiner som beskyttelse mod sol, kulde, støv og sand. I modsætning hertil bar palæstinensere i byerne ofte den tyrkiske røde fez (tarboush). Under den palæstinensiske opstand mod de britiske myndigheder i 1930'erne blev keffiyehen imidlertid et fælles symbol for politisk modstand for alle palæstinensere. Den særlige sort-hvid-ternede udgave stammer egentlig fra de britisk-kontrollerede paramilitære ørkenstyrker, der brugte de sort-hvide tern i de palæstinensiske hjælpetropper til forskel fra de tilsvarende jordanske styrker, hvor ternene var rød-hvide. Efter nakba og den arabisk-israelske krig 1948 blev keffiyehen efterhånden i endnu mere udbredt grad et symbol på palæstinensisk frihed og uafhængighed, ikke mindst gjort kendt af, at ledende palæstinensiske aktivister som Yassir Arafat og Leila Khaled anvendte det. Arafat udnyttede meget bevidst keffiyehen som symbol ved alle sine offentlige optrædener. Blandt andet draperede han tørklædet over sin skulder, så det mindede om Palæstinas udseende på et landkort.

## Brug i Vesten
I sltuningen af 1960'erne og i 1980'erne blev keffiyehen efterhånden også udbredt i Vesten, i starten især som et bevidst udtryk for solidaritet med den palæstinensiske sag. Blandt andet Nelson Mandela i Sydafrika bar en keffiyeh ved flere lejligheder. Senere blev tørklædet brugt som et mere generelt og uspecificeret udtryk for antiautoritær holdning. Madonna, David Beckham og diverse Hollywood-skuespillere kunne ses med tørklædet, og det optrådte i mainstream-underholdningsudsendelser som Sex and the City. Også flere modehuse og luksusmærker som Louis Vuitton har lavet kollektioner med keffiyeh-lignende mønstre.

## Militær anvendelse
I den militære verden har shemaghen været anvendt – og udleveret – siden 2. verdenskrig hvor især det britiske SAS (Special Air Service) erfarede at en shemagh var et uundværligt værktøj sammen med kørebriller, når man skulle køre rundt i åbne landrovere i den støvende afrikanske ørken.